# Pelophylax esculentus
La rana ibrida dei fossi, conosciuta anche come rana comune o rana verde (Pelophylax esculentus (Linnaeus, 1758)), è un anfibio della famiglia Ranidae.

## Descrizione
È una rana acquatica di 12 cm di lunghezza, dal muso appuntito e dalle dita ampiamente palmate.
Il dorso, di colore verde smagliante o bruno oliva, talvolta cosparso di macchie nere, è ornato a ogni lato.
L'ibernazione ha luogo nella melma dello stagno in cui vive.

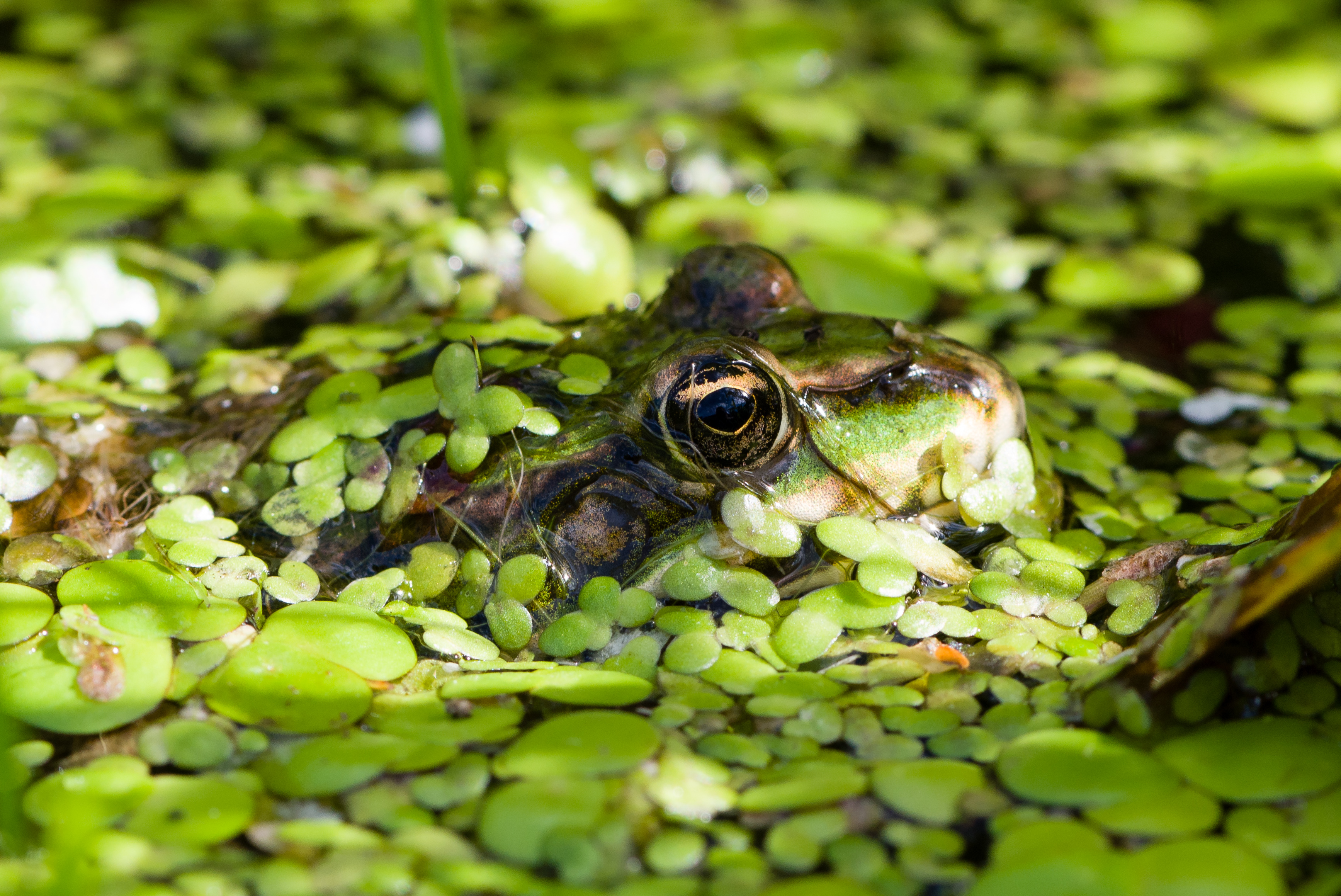
Rana ibrida dei fossi circondata da lenticchie d'acqua (Lemna minor e Spirodela polyrhiza)

## Distribuzione e habitat
La specie è comune in gran parte dell'Europa occidentale, centrale e orientale. In Italia è presente con certezza solo nella pianura Padana.
È una specie praticamente scomparsa da molti stagni e specchi d'acqua, a causa dell'inquinamento ambientale e delle acque da parte di anticrittogamici rameici e di altre sostanze tossiche. Anche l'impoverimento delle erbe di superficie degli stagni, dovuto a cause simili e alla scomparsa delle ninfee, ha prodotto un notevole ridimensionamento di questa specie. Era normalmente presente in Toscana fino ad una trentina di anni fa.

## Biologia

### Alimentazione
Si nutre generalmente di insetti come mosche e zanzare.

### Riproduzione
Il maschio gonfia le guance per attirare la femmina; raggiunto dalla compagna si adagia sul suo dorso stringendola in una sorta d'abbraccio, detto amplesso ascellare.

Maschio in corteggiamento
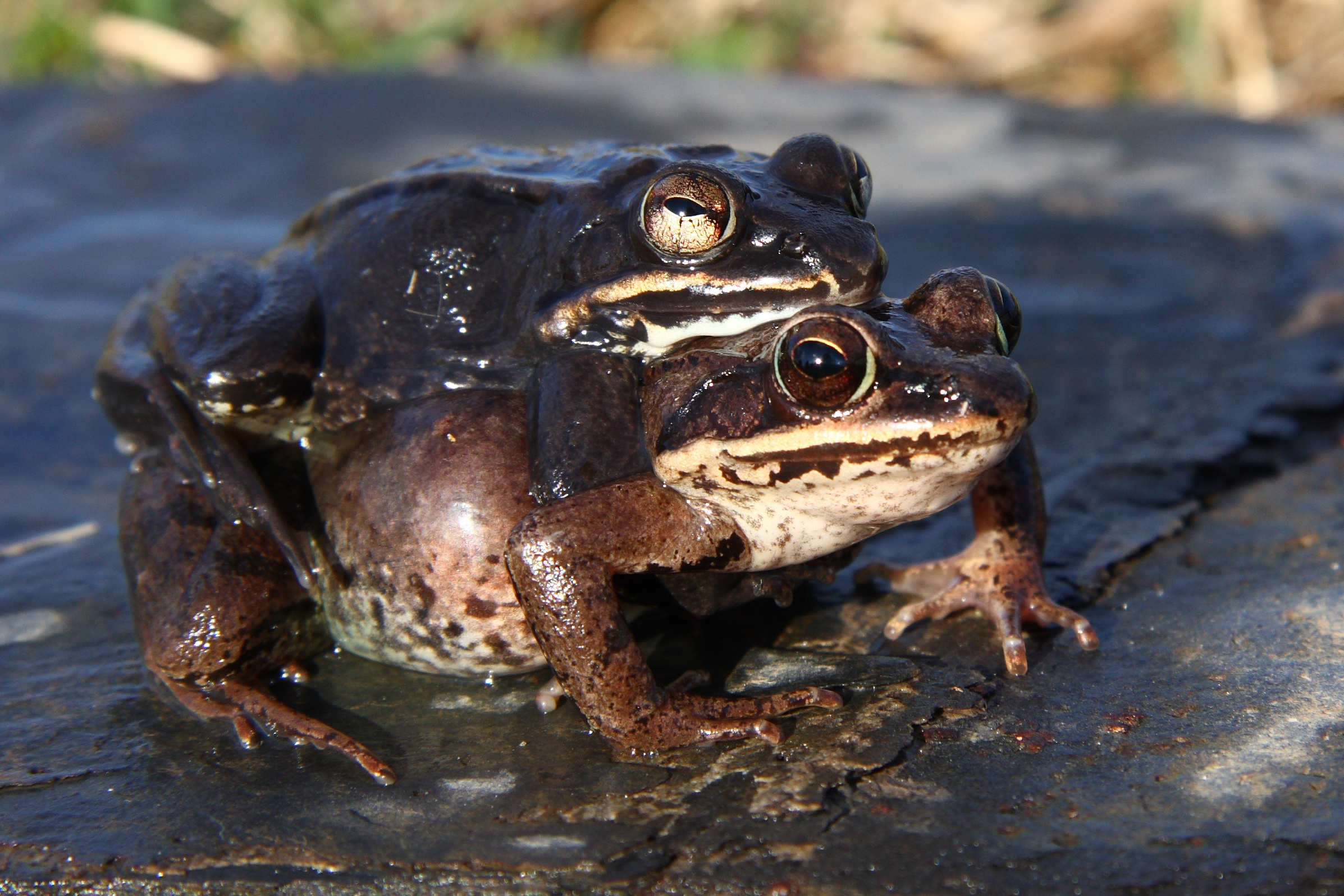
Maschio e femmina in accoppiamento

## Tassonomia
La sua tassonomia è alquanto complessa e discussa essendo presenti in Italia diversi klepton, unità sistematiche formate cioè da un complesso costituito da una specie e dal suo ibrido ibridogenetico. In Europa sono presenti tre tipi diversi di rane verdi: la rana verde maggiore (Pelophylax ridibundus), la rana dei fossi (Pelophylax esculentus) e la rana verde minore o rana di Lessona (Pelophylax lessonae). Le loro interrelazioni sono tuttora oggetto di discussione. P. esculentus sarebbe un ibrido tra P. lessonae e P. ridibundus, il processo è detto ibridogenesi e gli ibridi non si accoppiano mai tra loro ma sempre con una delle due specie parentali, vengono così generate delle popolazioni miste. Uzzel e Holtz nel 1979 studiarono le popolazioni italiane di rane verdi e conclusero che a sud del Po vi sarebbero due diverse specie per cui è stato proposto il nome di Pelophylax kl hispanicus e Pelophylax bergeri.

### Specie simili
La P. ridibundus ha i sacchi vocali di colore nero ed è la più grande delle tre. Nella P. lessonae invece i sacchi sono bianchi e la colorazione è più vivace e tendente al giallo, in particolare nei maschi. La Pelophylax esculentus infine avrebbe caratteristiche intermedie: è più piccola della P. ridibundus e più grande della P. lessonae, e i sacchi vocali hanno colore grigio.